# 毛背桂樱
毛背桂樱是蔷薇科李属的植物，是中国的特有植物。分布于中国大陆的四川、福建、贵州、广西、广东、云南、江西等地，生长于海拔200米至2,600米的地区，多生在山坡、山谷和溪边疏林内。